# Ferrovia Manulla-Ballina
La ferrovia Manulla-Ballina è una linea ferroviaria della Repubblica d'Irlanda che collega la stazione di Manulla Junction, posta sulla linea Westport-Portarlington, a Ballina, entrambe nella contea di Mayo.
È gestita dalla Iarnród Éireann (IÉ).

## Storia
Il 1º maggio 1868 fu aperto il primo tronco tra Foxford e Manulla, poi prolungato cinque anni dopo fino a Ballina. Nel 1894 fu attivato il prolungamento per Killala che fu soppresso nel 1934.

## Caratteristiche
La linea è una ferrovia a binario semplice non elettrificato. Lo scartamento adottato è quello standard irlandese di 1600 mm.

## Percorso
|  |  |  | Unknown route-map component "exKBHFa" |

|  |  |  | Unknown route-map component "KBHFxa" |

|  |  |  | Stop on track |

|  |  |  | Unknown route-map component "eHST" |

|  |  | Unknown route-map component "CONTgq" | Unknown route-map component "ABZg+r" |  |

|  |  |  | Station on track |

|  |  |  | Continuation forward |

## Traffico
Il servizio è coperto da treni locali, espletati dalla IÉ, lungo la linea i quali sono in coincidenza a Manulla Junction con gli InterCity  della Dublino Heuston–Westport. I treni impiegati sono del tipo classe 2700. È presente anche un InterCity il venerdì sulla relazione Dublino Heuston–Ballina che impiega treni classe 22000.
Il traffico merci è relativo al trasporto di legname da Mayo a Waterford. Il traino è effettuato da locomotive 071 o 201.